# Kámen (okres Havlíčkův Brod)
Kámen (německy Steinsdorf) je obec v okrese Havlíčkův Brod v Kraji Vysočina. Žije zde 435 obyvatel.

## Historie
První písemná zmínka o obci pochází z roku 1591.
V letech 1990–2010 působil jako starosta Václav Bárta, v letech 2010–2022 tuto funkci zastával Petr Pipek, od roku 2022 je starostou Václav Vala.

## Obyvatelstvo
| Rok            | 1869 | 1880 | 1890 | 1900 | 1910 | 1921 | 1930 | 1950 | 1961 | 1970 | 1980 | 1991 | 2001 | 2006 | 2014 |
| Počet obyvatel | 670  | 642  | 609  | 659  | 658  | 664  | 667  | 460  | 441  | 437  | 465  | 426  | 387  | 392  | 379  |

## Pamětihodnosti
- Kaple svatého Jana Nepomuckého
- Poštovní stanice

## Části obce
- Kámen
- Jiříkov
- Proseč

## Galerie

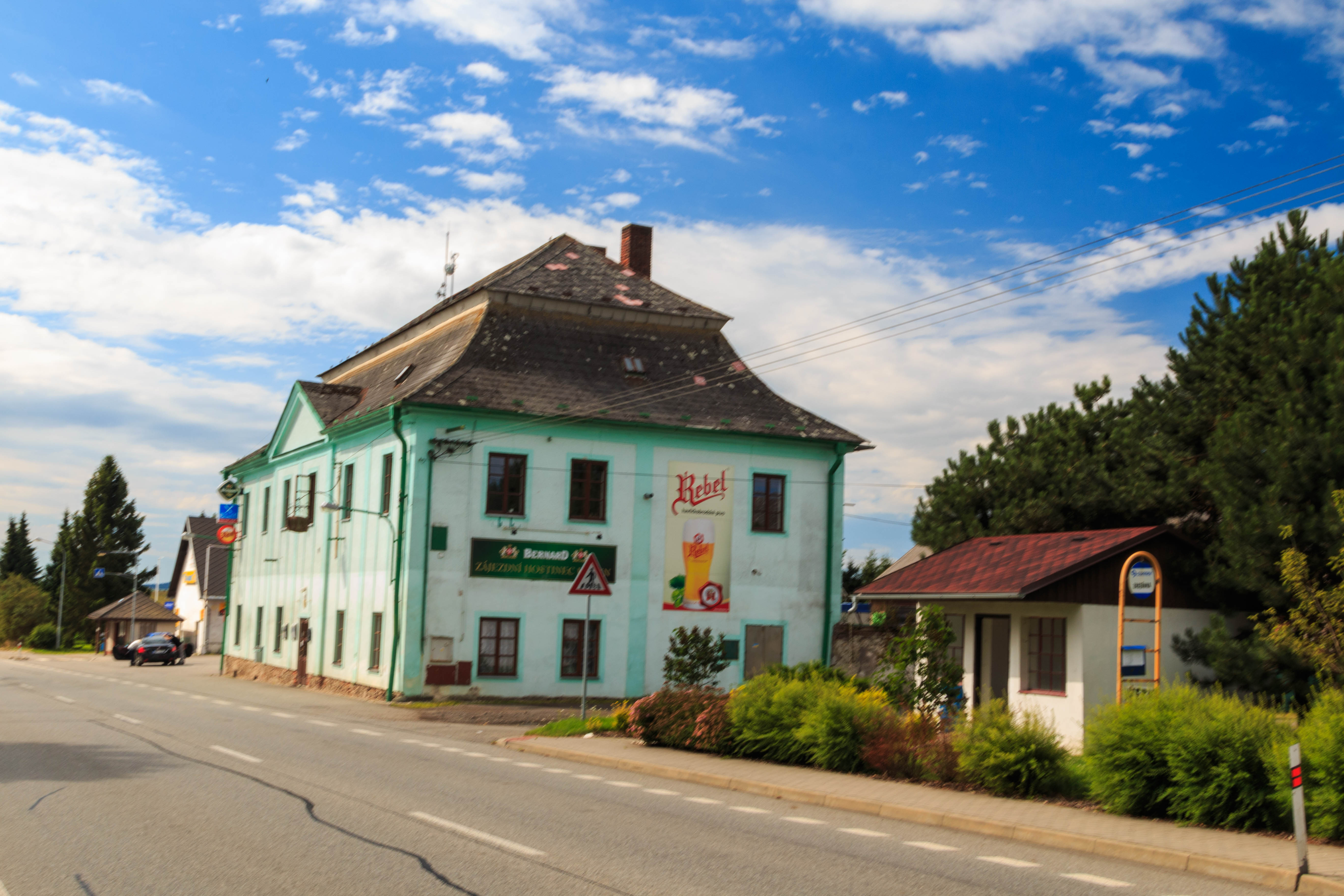
Hostinec
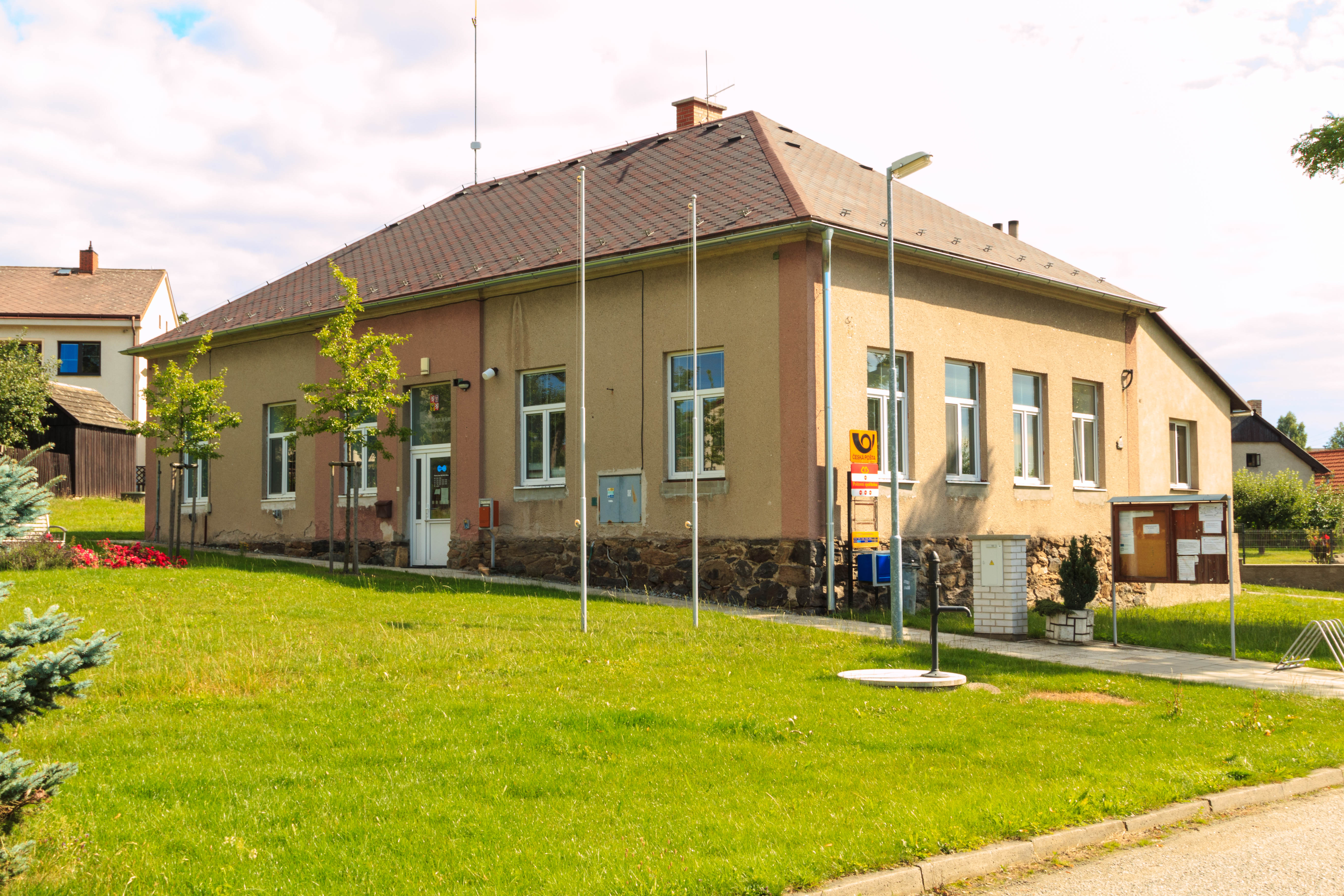
Pošta
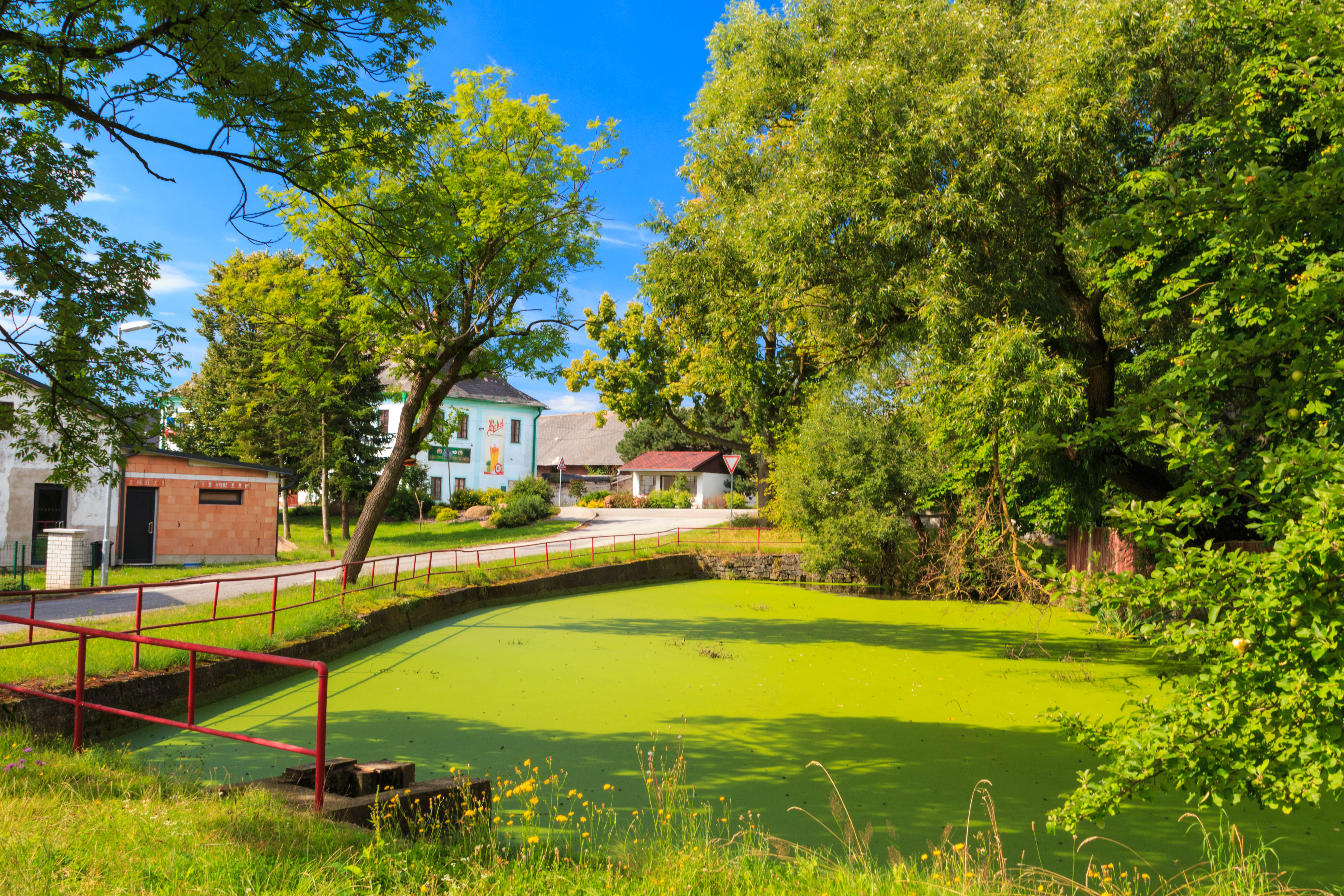
Rybníček
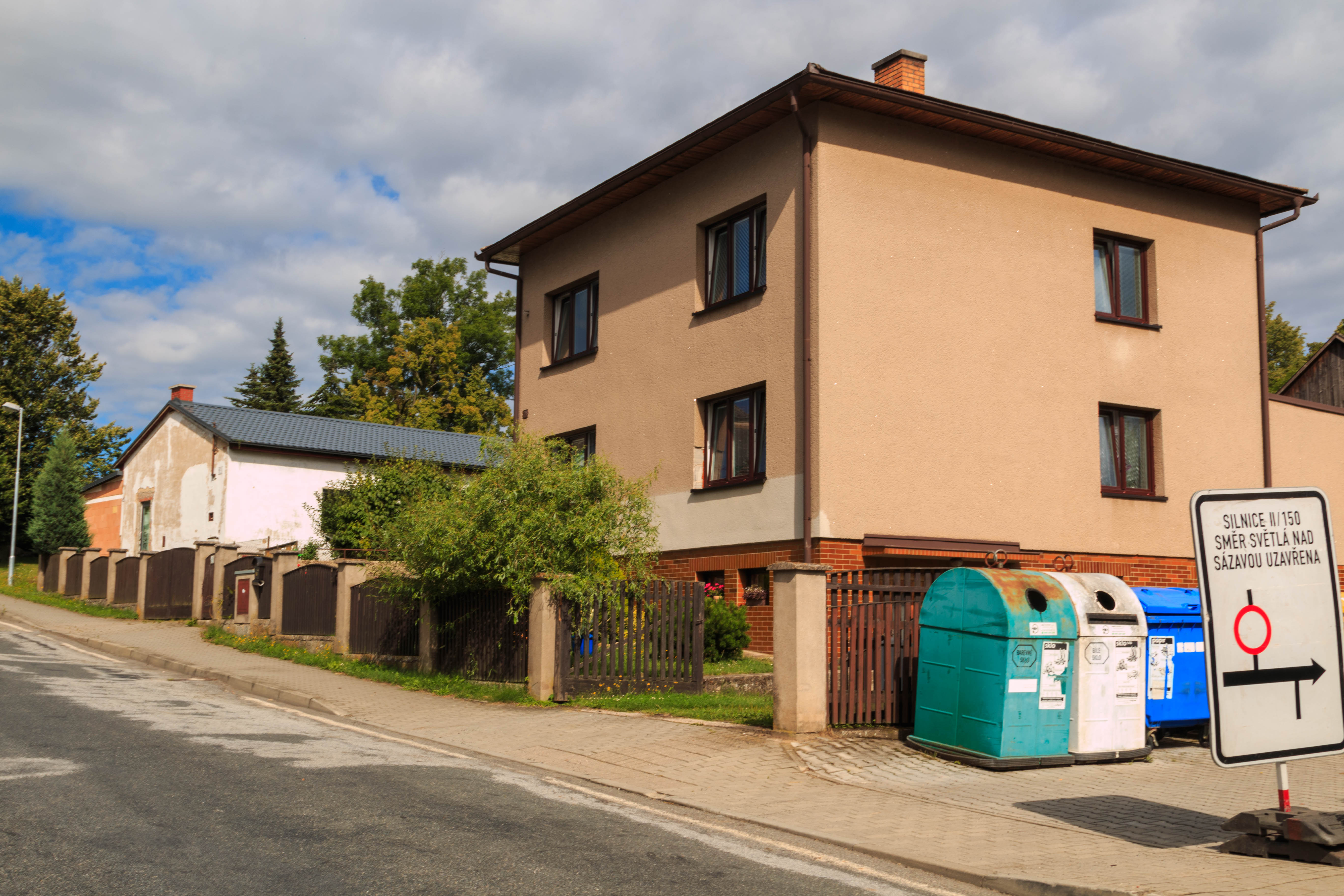
Dům čp. 17